# Elaphristis leucochorda
Elaphristis leucochorda là một loài bướm đêm trong họ Erebidae.